# Acanthemblemaria hastingsi
Acanthemblemaria hastingsi, o blênio-das-cracas-de-cortez, é uma espécie de blênio da família Chaenopsidae que pode ser encontrada no Golfo da Califórnia e no leste do Oceano Pacífico. Os machos podem atingir um comprimento máximo de 5.1 cm (2.0 in) SL, enquanto as fêmeas podem atingir um comprimento máximo de 4 cm (1.6 in).